# Verdelândia
Verdelândia este un oraș în Minas Gerais (MG), Brazilia.